# Victory Bomber
El Victory Bomber británico fue una propuesta de diseño de la Segunda Guerra Mundial, realizada por el inventor y diseñador de aviones británico Barnes Wallis mientras trabajaba en Vickers-Armstrongs, de un gran bombardero estratégico. Este avión debía realizar lo que Wallis llamó misiones de bombardeo "anti-ingeniería civil" y debía transportar sus "bombas sísmicas" de 10 000 kg dirigidas a objetivos estratégicos en la Alemania nazi. El Victory Bomber se consideró extremadamente ambicioso: la Real Fuerza Aérea (RAF), que en ese momento no había introducido todavía bombarderos pesados de cuatro motores para ofrecer el rendimiento necesario, debía lidiar con el bombardero Victory, que tendría seis motores y estaría altamente especializado para realizar su función.
El proyecto fue estudiado en detalle, el bombardero fue sometido a pruebas en túnel de viento mientras que la bomba sísmica que lo equiparía fue probada en modelos representativos. El Ministerio del Aire decidió no seguir adelante con el desarrollo del Victory Bomber y lo dio por terminado en mayo de 1941. No se construyeron prototipos, pero el Avro Lancaster cumplió una función similar y fue equipado con un conjunto de armamento similar. El Lancaster utilizó la Tallboy, la Grand Slam y la bomba de rebote de Wallis durante misiones estratégicas "anti-ingeniería civil", como la Operación Chastise, la misión de los "Dambusters".

## Diseño y desarrollo

### Antecedentes
Durante las primeras etapas de la Segunda Guerra Mundial, Wallis realizó amplios estudios sobre la economía y la industria de guerra alemanas, concluyendo que con la destrucción selectiva de objetivos de infraestructura estratégica, la capacidad alemana para producir armamento podría reducirse. Wallis creía que un medio fundamental para poner fin a la guerra sería enviar misiones de bombardeo contra las fuentes de energía alemanas y que la destrucción de instalaciones como minas de carbón, depósitos de petróleo, represas hidroeléctricas y suministros de agua dejaría a Alemania sin una industria bélica funcional y, por lo tanto, sin capacidad para librar una guerra.
Wallis también pasó una cantidad considerable de tiempo estudiando la física involucrada en los explosivos de alta potencia y varias bombas. Como resultado de estos estudios, Wallis concibió medios más eficaces para utilizar explosivos; ya que la onda de choque que se creaba cuando se detonaban municiones como cargas de profundidad era más dañina que la explosión inicial de la propia detonación; también consideró que los métodos de bombardeo convencionales practicados por el Mando de Bombardeo de la RAF eran insuficientes en estos términos para atacar áreas industriales dispersas. Sobre esta base, buscó aplicar este principio a un nuevo tipo de arma que detonaría bajo tierra. En 1940, Wallis diseñó una bomba "penetrante" de 10 000 kg que debía enterrarse en el suelo antes de detonar. Diseñada con una punta afilada, la bomba podía ser lanzada desde una altitud de 12 000 m y penetraría alrededor de 41 m; la explosión causaría un 'terremoto' en miniatura concentrado con un radio destructivo de 29 acres. Se estimó que esta bomba podría ser capaz de romper presas como la de Möhne si explosionaba mientras se encontraba en los embalses a 46 m de distancia de la cara de la presa.
Wallis argumentó que aproximadamente 16 km²  podrían ser completamente destruidos por cinco aviones que desplegaran cada uno sólo una bomba de ese tipo; esto permitiría niveles de destrucción mucho mayores por parte del Mando de Bombardeo de la RAF, ya que se necesitarían sustancialmente menos bombarderos para crear los mismos niveles de daño que con los medios contemporáneos. Se creía que sólo un pequeño número de bombarderos equipados de ese modo sería capaz de devastar la capacidad industrial de Alemania en mayor medida que oleadas masivas de bombarderos armados convencionalmente. Wallis supuestamente afirmó que «diez o veinte máquinas podrían causar daños irreparables a las comunicaciones estratégicas del Imperio alemán en cuestión de unas pocas semanas». Sin embargo, el despliegue del concepto de Wallis no fue posible de inmediato, ya que no existía ningún bombardero de la Real Fuerza Aérea (RAF) que fuera capaz de transportar tal arma.
La limitación del propósito del Victory Bomber a una sola bomba y misión no lo hizo muy grato al Ministerio del Aire, que exigía más flexibilidad a sus aviones. A mediados de 1940, se había establecido el principio de que sólo se debían fabricar cinco tipos de aviones: dos de ellos, aviones de caza, y tres, bombarderos; la visión de Wallis de un bombardero de seis motores equipado sólo con una bomba especializada entraba en conflicto con este concepto. Sin embargo, Lord Beaverbrook se comprometió a apoyar el proyecto, y tanto el Ministerio de Producción Aeronáutica como el Laboratorio de Investigación Vial cooperarían para ayudar a Wallis a desarrollar sus planes. En agosto de 1940, el Comité de Investigación Aeronáutica permitió el uso de un túnel de viento en el Laboratorio Nacional de Física en Teddington para realizar pruebas para desarrollar la bomba de penetración.
En mayo de 1941, el Estado Mayor del Aire rechazó tanto el Victory Bomber como la bomba, observando que era poco probable que el avión estuviera terminado antes de que acabara la guerra. Los escasos recursos disponibles para bombarderos se estaban destinando en su mayor parte a la ya ambiciosa introducción de múltiples proyectos de bombarderos de cuatro motores. El autor de aviación Paul Brickhill señala sobre la decisión: «Era razonable suponer que podría ser desastroso sustituir [los bombarderos cuatrimotores] por el Victory Bomber, cuyo desarrollo inevitablemente tardaría mucho más». Sin embargo, los conceptos de Wallis habían llamado la atención dentro del establishment y se seguían explorando; en particular, se reconocía el valor de atacar infraestructuras como presas, y el concepto del arma no se desvaneció con la decisión de mayo de 1941.
No se cree que el diseño del bombardero se haya desarrollado más allá de la construcción de una gran maqueta de túnel de viento de madera que hoy se conserva en el Brooklands Museum. Sin embargo, la idea de la bomba sísmica continuó, inicialmente con la bomba más pequeña Tallboy de 5400 kg, y luego la más grande Grand Slam de 10 000 kg, cuyo avión portador era un Avro Lancaster modificado, cuyo rendimiento había mejorado durante la guerra hasta el punto de poder manejar tales cargas. Durante la guerra, los británicos realizaron más trabajos de diseño sobre grandes bombarderos de alto vuelo, incluidas propuestas de diseño de 68 toneladas y de 90 toneladas, pero éstas tampoco avanzaron. Los trabajos de diseño de Bristol sobre un bombardero de 100 toneladas tuvieron cierta influencia en el Bristol Brabazon.

### Diseño (según lo previsto)
En respuesta a la ausencia de un avión adecuado, Wallis revivió un concepto anterior de un gran bombardero de seis motores, conocido inicialmente como el High Altitude Stratosphere Bomber ("Bombardero Estratosférico de Gran Altitud") y más tarde simplemente como el Victory Bomber. El Victory Bomber tuvo su origen en un concepto anterior que la RAF había rechazado previamente antes de la guerra, al no haber introducido siquiera bombarderos de cuatro motores en ese momento, pero había habido cierto apoyo político de figuras como Lord Beaverbrook, que había sido nombrado Ministro de Producción Aeronáutica en mayo de 1940. En julio del mismo año, Wallis fue convocado a reunirse con Beaverbrook, y pudo presentarle brevemente el concepto del Victory Bomber, que a su vez lo remitió para su estudio en más profundidad. El 1 de noviembre de 1940, Sir Charles Craven, director general de Vickers, escribió a Lord Beaverbrook para sugerirle que respaldara tanto la bomba como el Victory Bomber.
El diseño de Wallis para el enorme Victory Bomber de seis motores se basó en su experiencia y conocimientos previos. Wallis era un experto en la construcción de fuselajes geodésicos, que ya había utilizado en diseños como el Wellesley (1935) y el Wellington (1936), y, naturalmente, lo volvió a utilizar para el Victory Bomber; además, todas las herramientas de Vickers existentes estaban pensadas para este método de construcción. Su especificación era para un bombardero de 45 toneladas que podía volar a gran altitud, 14 000 m, calculado para dar a la bomba la velocidad máxima de impacto, a una velocidad de 510 km/h sobre una distancia de 6400 km. Llevaría una sola "bomba sísmica" de 10 200 kg. El armamento defensivo era mínimo; la velocidad y la altura serían su principal defensa, con una torreta de cuatro armas en la posición de cola para repeler a cualquier avión de caza que intentara alcanzarlo. El bombardero se beneficiaría si ascendiera a gran altitud mientras sobrevolaba Gran Bretaña, donde las defensas de los cazas podrían protegerlo. Debido a las elevadas altitudes en las que se realizarían las misiones de bombardeo, el compartimento de la tripulación estaba presurizado.
Los bombardeos desde grandes altitudes planteaban varios problemas, el principal de los mismos era la precisión. El propio Wallis reconoció que la precisión necesaria para emplear la bomba de penetración desde 12 000 m era difícil de lograr; específicamente, se suponía que alrededor del 25 por ciento de los días a lo largo del año serían adecuados para realizar misiones de bombardeo, pero que durante tales misiones los beneficios de no ser perturbados por el fuego antiaéreo terrestre conducirían a una precisión equivalente a la de los bombarderos convencionales que vuelan a 4600-6100 m bajo el fuego. En respuesta a estas dificultades, Wallis propuso la adopción de una nueva mira giroscópica para bombas que proporcionara mayor precisión. El Victory Bomber debía ser capaz de atravesar distancias sustanciales, pudiendo lanzar misiones de bombardeo sobre Moscú en Rusia desde aeródromos alrededor de Londres en el Reino Unido; Wallis también promocionó el avión como la base potencial para aviones civiles de posguerra capaces de realizar cruces transatlánticos directos.

## Especificaciones (según lo planeado)

### Características generales
- Longitud: 29 m (95,1 ft)
- Envergadura: 52 m (170,6 ft)
- Superficie alar: 248,5 m² (2674,9 ft²)
- Peso cargado: 47 174 kg (103 971,5 lb)
- Planta motriz: 6× motor lineal V12 refrigerado por líquido Rolls-Royce Merlin.
  - Potencia: 1178 kW (1624 HP; 1602 CV) cada uno.
- Motor alternativo: motor radial Bristol Hercules de 14 cilindros de 1011 kW (1356 hp)

### Rendimiento
- Velocidad máxima operativa (Vno): 566 km/h (352 MPH; 306 kt) a 9754 m (32 000 pies)
- Techo de vuelo: 14 000 m (45 932 ft)

### Armamento
- Ametralladoras: 

  - 4x Browning de 7,7 mm
- Bombas: 9979 kg

## Aeronaves relacionadas

### Aeronaves similares
- Amerika Bomber
- Focke-Wulf Ta 400
- Heinkel He 277
- Messerschmitt Me 264
- Boeing B-29 Superfortress
- Convair B-36 Peacemaker
- Nakajima G10N Fugaku
- Vickers Windsor